# Lars-Erik Lövdén
Lars-Erik Lövdén est un homme politique suédois. Membre du parti social-démocrate, il est né à Malmö le 11 janvier 1950 et exerce actuellement la fonction de préfet du comté de Halland, depuis la fin de l'année 2004.
Lars-Erik Lövden a également été député du Parlement suédois entre 1980 et 2004, ministre de l'intérieur en 1998 et ministre du logement entre 1998 et 2004.